# Rimi Rimi
Rimi Rimi (auch: Rimirimi) ist ein Dorf im Arrondissement Zinder V der Stadt Zinder in Niger.

## Geographie
Das von einem traditionellen Ortsvorsteher (chef traditionnel) geleitete Dorf befindet sich südöstlich des Stadtzentrums im ländlichen Gemeindegebiet von Zinder, der Hauptstadt der gleichnamigen Region Zinder. Zu den Dörfern in der Umgebung von Rimi Rimi zählen Dan Brandia im Nordwesten, Kagna Magassa im Nordosten, Garin Gona im Osten, Tambari Dan Kabao im Süden sowie Baban Tapki und Doroyi im Südwesten.
Wie im gesamten Gemeindegebiet von Zinder herrscht das Klima der Sahelzone vor, mit einer durchschnittlichen jährlichen Niederschlagsmenge zwischen 300 und 400 mm.

## Geschichte
Starke Niederschläge am 16. und 17. Juli 2022 verursachten in der Region Zinder schwere Überschwemmungen mit Todesopfern und Sachschäden. Davon war auch Rimi Rimi betroffen, wo eine Niederschlagshöhe von 120 mm gemessen wurde. Die Niederschlagsmessstation der André-Salifou-Universität im Stadtzentrum von Zinder registrierte 138 mm und in Hamdara wurde ein Rekord von 252 mm innerhalb weniger Stunden verbucht.

## Bevölkerung
Bei der Volkszählung 2012 hatte Rimi Rimi 924 Einwohner, die in 162 Haushalten lebten. Bei der Volkszählung 2001 betrug die Einwohnerzahl 677 in 122 Haushalten und bei der Volkszählung 1988 belief sich die Einwohnerzahl auf 678 in 105 Haushalten.

## Wirtschaft und Infrastruktur
Es gibt eine Schule im Dorf.